# Im Juli
Im Juli (Im Juli.) è un film del 2000 scritto e diretto da Fatih Akın.